# 弗朗西斯科·卢比奥
弗朗西斯科·卡洛斯·“弗兰克”·卢比奥（英語：Francisco Carlos "Frank" Rubio，1975年12月11日—），是一位美国陆军中校和直升机飞行员、航空軍醫、NASA宇航员。2017年6月卢比奥入选NASA第二十二组宇航员。

## NASA事业

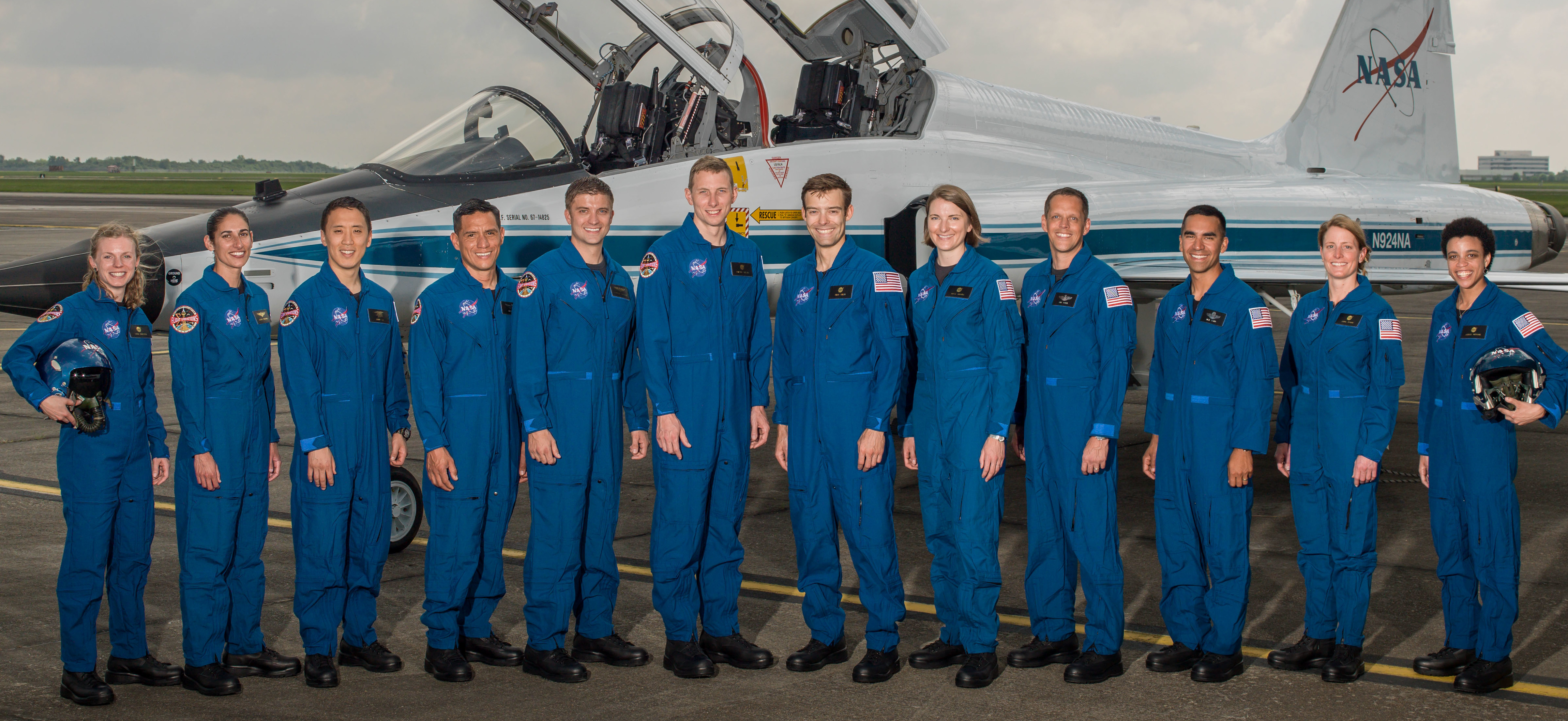
NASA第二十二组宇航员候选人班合影。

2017年，卢比奥被选为NASA第二十二组宇航员的成员，并开始为期两年的培训。
2022年7月15日，NASA宣布卢比奥将搭乘联盟MS-22飞行。
卢比奥于2022年9月21日乘坐联盟MS-22飞船发射。他的任务原计划持续约6个月，并于2023年初返回地球。然而，飞船受损导致任务延长，卢比奥在太空中停留超过一年后，与联盟MS-23飞船返回地球。